# George van Rossem
George van Rossem (Den Haag, 30 mei 1882 - Wassenaar, 14 januari 1955) was een Nederlands schermer en sportbestuurder.
Van Rossem nam deel aan de Olympische Spelen van 1906, 1908, 1912 en 1920. In 1906 won hij een zilveren en een bronzen medaille en in 1912 twee bronzen medailles. In 1913 werd hij Nederlands kampioen Degen.
Na zijn loopbaan was hij actief als sportbestuurder. Hij was de derde president van de Fédération Internationale d'Escrime (FIE). Ook was hij actief in het organisatiecomité van de Olympische Spelen van 1928 en het Nederlands Olympisch Comité.